# Lago Yuriria
El lago Yuriria se encuentra en el estado de Guanajuato, México. Posee una superficie de unos 80 km² y su largo en dirección este–oeste es de unos 17 km. 
El lago forma parte de una cuenca de origen volcánico, y es una de las más antiguas construcciones hidráulicas de la época colonial en México. El mismo fue construido en el año 1584, para servir como fuente de irrigación y para controlar el río Lerma. 
El lago posee varias islas, algunas de ellas formaron parte del denominado Fuerte Liceaga, en el cual el General Liceaga se resguardó en su lucha por la independencia.